# فرودگاه وینیارد/فرودگاه صحرایی و. ب. نیدهام
فرودگاه وینیارد/فرودگاه صحرایی و.ب. نیدهام (به انگلیسی: Wynyard/W. B. Needham Field Aerodrome) یک فرودگاه همگانی است که یک باند فرود آسفالت دارد و طول باند آن ۹۱۴ متر است. این فرودگاه در کشور کانادا قرار دارد و در ارتفاع ۵۳۰ متری از سطح دریا واقع شده‌است.